# Карнеги-холл
Карнеги-холл (англ. Carnegie Hall) — концертный зал в Нью-Йорке, на углу Седьмой авеню и 57-й улицы Манхэттена. Одна из самых престижных в мире площадок для исполнения классической музыки. Ныне в Карнеги-холле устраиваются также концерты джазовой и лёгкой музыки.

## История
Сооружен по проекту архитектора Уильяма Татхилла.
Открыт 5 мая 1891 года концертом Нью-Йоркского симфонического оркестра. Им дирижировал П. И. Чайковский, исполнив торжественный марш, написанный к церемонии коронации российского императора Александра III в 1883 году.
До 1898 года носил название «Музыкальный зал», затем получил имя  Эндрю Карнеги, который финансировал постройку здания.

## Конструкция
Включает три зала, главный из которых с 1997 года носит имя Айзека Стерна, спасшего здание от сноса девелоперами. Общая вместимость — 2804 места. 
В 1983 и 2003 годах здание обновлялось. На востоке к концертному залу примыкает 231-метровый небоскрёб Карнеги-Холл-Тауэр.

## Мировые премьеры
За более чем столетие в Карнеги-холле состоялись знаменитые мировые премьеры (приводятся избранные):
- Девятая симфония Дворжака (16 декабря 1893)
- Домашняя симфония Рихарда Штрауса (21 марта 1904)
- Вариации на тему Корелли Сергея Рахманинова (7 ноября 1931)
- Контрасты Белы Бартока (9 января 1939)
- Камерная симфония № 2 Арнольда Шёнберга (15 декабря 1940)
- Симфония в 3-х частях Игоря Стравинского (24 января 1946)
- Симфония № 3 Чарлза Айвза (5 апреля 1946)
- Гимн Святому Причастию Оливье Мессиана (13 марта 1947)
- Симфония № 4 Чарлза Айвза (26 апреля 1965)
- Симфония № 6 для сопрано и оркестра Филипа Гласса на стихи Аллена Гинсберга (3 февраля 2002)
- Американский берсерк Джона Адамса (25 февраля 2002)
- Catenaires Элиота Картера (11 декабря 2006)
- Боббл Бобби Макферрина (2 мая 2008)